# Vojtěch Vorel
Vojtěch Vorel (Praga, 18 giugno 1996) è un calciatore ceco, portiere dello Sparta Praga.

## Carriera

### Nazionale
Con la nazionale Under-21 ceca ha preso parte a 3 incontri di qualificazione al campionato europeo di calcio Under-21 2017.

## Palmarès

### Club

#### Competizioni nazionali
- Campionato ceco: 2

Sparta Praga: 2022-2023, 2023-2024
- Coppa della Repubblica Ceca: 1

Sparta Praga: 2023-2024